# Письмечевский сельский совет
Письмечевский сельский совет (укр. Письмечівська сільська рада) — входит в состав
Солонянского района
Днепропетровской области
Украины.
Административный центр сельского совета находится в 
с. Письмечево.

## Населённые пункты совета
- с. Письмечево
- с. Безбородьково
- с. Крутое
- с. Пшеничное
- с. Староднепровское